# Великая коллегия шотландского устава
Великая коллегия шотландского устава (ВКШУ) (фр. Grand Collège des Rites écossais) — масонская организация дополнительных степеней, которая управляет структурами ДПШУ отдельно от Великого востока Франции.

## История

### Появление Древнего и принятого шотландского устава во Франции
После окончания Французской революции масонство восстанавливалось медленно, и даже после 1800 года символические ложи не были полностью восстановлены что бы суметь возродить высшие градусы. Великий восток Франции начинает распространять систему, которую он кодифицировал в 1784—1788 годах, и которую не смог ввести. С 1802 года последователи других масонских систем предпринимают попытки развить высшие градусы.
В 1804 году происходит объединение вокруг шотландской системы в Америке, которую туда передали французские масоны. Эта система брала своё начало из Первой Великой ложи Франции в начале 1760-х годов, из Устава совершенства. 25 градусов этого устава вернулись во Францию обогащенные новыми 8, и состояли из 33 градусов, управлявшиеся верховным советом.
После небольшого сопротивления и под давлением Наполеона на Великий восток Франции, который был довольно равнодушен к ДПШУ, он всё таки устанавливает своё право на практику применения этого устава в своём послушании, следствием чего и явилось соглашение (конкордат) об объединении с новой версией шотландского устава.

### Конкордат 1804 года

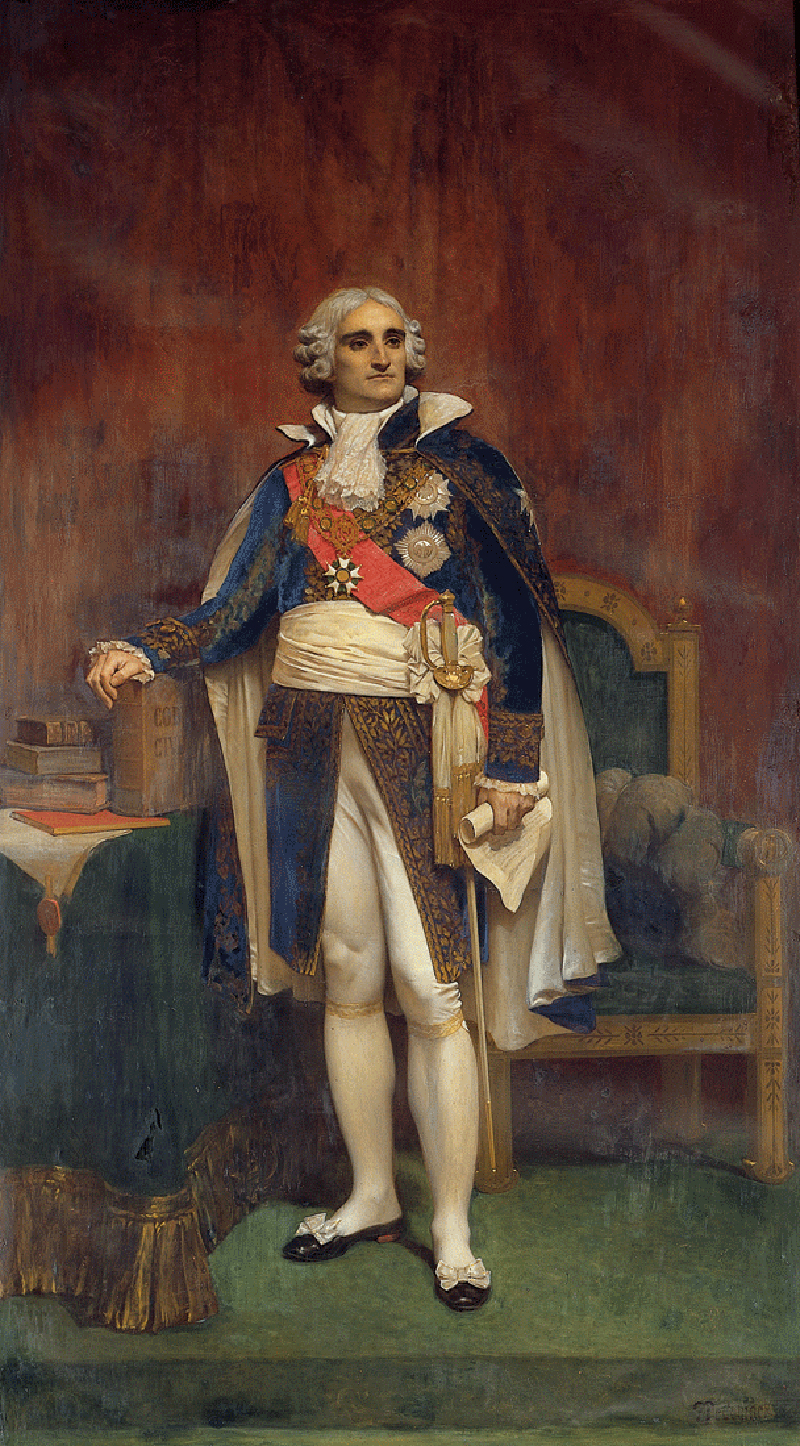
Жан Жак Режи де Камбасерес

Акт об основании «Конкордата 1804 года», как его назвали позже, законодательно и административно оформлялся достаточно долго. Его положения по существу имели два момента: во-первых, об интеграции всех лож верховного совета в состав Великого востока, а во-вторых, об адаптации своей внутренней структуры к особенностям Древнего и принятого шотландского устава, например, включив в него верховный совет. И сейчас консистория 32 градуса объединена с верховным советом 33 градуса.
В тексте конкордата также говорилось, что капитул (4-18) остаётся в ведении ВВФ. Это было необходимо для нахождения лож высших градусов под управлением ВВФ. Действительно, подавляющее большинство лож высших градусов находились под управлением Розенкрейцеровского капитула. В масонской классической историографии утверждается, что был разрыв отношений между ВВФ и ВС в 1805 году. Историк Пьер Ноэль недавно выдвинул аргументы достаточно убедительные, чтобы рассматривать этот эпизод как незначительный. Тем не менее, Древний и принятый шотландский устав был интегрирован в систему ВВФ великим командором Жан Жаком Режи де Камбасересом. До конца империи деятельность верховного совета была весьма мала и незаметна. В это время были созданы структуры 31 и 32 градусов, а также было принято любопытное решение о запрещении ритуальных работ в 30 градусе (Рыцарь Кадош).

### Создание Великой коллегии ритуалов Великого востока Франции
В 1815 году, после падения империи, начался трудный период для масонства. Начинается попытка сплотить ряды во враждебном Верховном совете Франции, где всё ещё находились такие влиятельные масоны как: Хако, Массена, де Але де Андуз, Ренье, Климент де Рис, Бёрнонвиль, Рампо, Роетье Монтело, де Жоли, и которые настаивали на их включении в состав Великого востока.
Таким образом, 20 сентября 1815 года Древний и принятый шотландский устав был реорганизован Великим востоком Франции в Великую консисторию ритуалов.
В 1826 году Великая консистория ритуалов стала Великой коллегией ритуалов. Масонские историки часто оспаривали законность Древнего и принятого шотландского устава с 1815 по 1821 годы, и до сих пор не утихает спор, что ложи ДПШУ были в тот исторический период законно инсталлированы. С 1820 года ВВФ будет разрабатывать модели ритуальной практики, которые будут применяться из шотландского устава и внесут большое количество изменений во Французский устав.
Между 1805 и 1815 годами, в ВС ДПШУ большое внимание уделялось розенкрейцерским степенями (15-18). Некоторые мастерские были созданы, но работа в них всегда была эфемерной. Великий восток решил возобновить развитие шотландских высших градусов, для чего мобилизовал большое количество братьев на создание новых мастерских. Прежде всего создаются консистории 32 градуса в Гавре и Тулоне, советы Кадош — Феникс и Командорство в Монт-Таборе — последней организационной структуры шотландского устава.

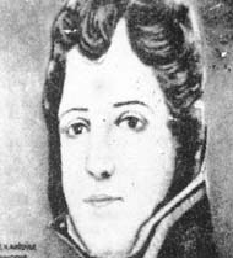
Александр де Грасс — Первый великий командор первого верховного совета Франции (1804—1806 годы)

В конце 1818 и 1819 годах создаются совет Кадош в Париже — Изида, объединившая семь шотландских лож. Trinosophes создаётся в Лилле и По. Дополнительно создаются ложи в начале 1820-х годов: в Клермон-Ферране (1821), Марселе (1823), Меце (1823), Руане (1823), Байоне (1823), Валансьене (1824), Страсбурге (1824), а также структуры до 32 и 31 градуса в Лилле.
Первый Верховный совет приостановил практику степени Кадош в 1806 году. Ответственный за высшие градусы шотландского устава в ВВФ, Жермен Хако и его друзья восстановили работу в степени Кадош.
Большинство лож из первого верховного совета присоединились к Великой коллегии ритуалов ВВФ. А два из трёх главных руководителей Верховного совета Франции основанного в 1804 году — Хако и Фондервиль стали лидерами развития устава, и третий — Александр де Грасс в 1820 году вышел из масонства.
Ложи ДПШУ, которые основывались в 1804 году, и которые в начале 1820-х годов всё ещё оставались в послушании: «Тройственный союз», «Феникс», «Идеальный союз» и «Св. Александр Шотландский».
В 1825 году шестьдесят лож работали во Франции по Древнему и принятому шотландскому уставу, 52 из них принадлежали к ВВФ.
ДПШУ постоянно практиковался в ВВФ, где он непрерывно передавался в течение восемнадцатого века, в то время как в других ложах он уже давно утерял связь с изначальными ложами устава.

### Великая коллегия ритуалов в XIX—XX веках
В течение девятнадцатого столетия Великая коллегия ритуалов осуществляла управление Древним и принятым шотландским уставом, которая называлась: Великий восток Франции, Верховный совет для Франции и французских колоний. Признание между Советом ордена и Великой коллегией ритуалов состоялось в 1854 году и было зафиксировано в «Чертеже архитектуры», после чего Великая коллегия ритуалов никогда не сталкивалась с кризисами во взаимоотношениях с ВВФ, особенно в последней трети девятнадцатого века.
В начале XIX века великий командор Жан Батист Блатен, и великий командор Савуе, в 1920 году, выступали за упрощенную организацию. Что и было достигнуто между Великой коллегией ритуалов и Великим востоком Франции в «Конвенции 1946 года». Эволюция французского масонства в конце XX века, в том числе возрождение различных систем высших градусов, которые исчезли в девятнадцатом веке, привела к новому развитию устава.

### Великая коллегия сегодня
В 1999 году появилось новое соглашение, которое установило новые отношения между Великим востоком Франции и Великой коллегией шотландского устава. В том же году ВКШУ изменила своё название на «Великая коллегия шотландского устава — Верховный совет 33 градуса во Франции».
С почти 9000 членами, ВКШУ является одним из самых старых верховных советов ДПШУ и одним из самых больших в континентальной Европе.

## Другие верховные советы ДПШУ во Франции
Во Франции действуют ещё несколько верховных советов, таких как:
- Верховный совет Франции — первый верховный совет на европейском континенте, учреждённый 22 сентября 1804 года, который исторически всегда был связан с Великой ложей Франции[5].
- «Верховный совет для Франции» (1965), связан с 2014 года в Великой ложей Альянс французских масонов, ранее был связан с Великой национальной ложей Франции.
- «Универсальный смешанный верховный совет DH», управляющий всеми своими подчинёнными федерациями и символическими ложами.
- «Женский верховный совет Франции», основан в Лондоне 19 апреля 1970 года Женским верховным советом Объединенного Королевства и Британского Содружества. 12 июня 1972 года объявил о своей связи с Великой женской ложей Франции[6].
- Верховный совет ДПШУ «Lux ex Tenebris» (2007), связан с Великой традиционной символической ложей Опера.